# Lavedan
El Lavedan és una comarca o parçan de Bigorra, a la Gascunya. Administrativament pertany al departament francès dels Alts Pirineus (Occitània) i la seva vila principal és Lorda, important centre de pelegrinatge pel Catolicisme.
Segons la proposta de divisió territorial d'Occitània del diari Jornalet, basada en l'obra de Frederic Zégierman Le Guide des pays de France, el Lavedan  estaria ubicat a la regió de Gascunya, subregió de Bigorra.
Va ser un vescomtat, el vescomtat de Lavedan d'el qual en fou el primer vescomte Maurió (mort vers el 940), fill del comte Llop I de Bigorra. La primitiva capital fou Castèllobon.
El Lavedan, també anomenat Valls de les Gaves, és una regió muntanyenca incloent set valls ubicades aigües amunt de la ciutat de Lorda. Les valls que componen la regió són: 
la Vall Surguèra, que aplega les comunes de Segús, Aspin de Lorda, Aussen, Aumets i Biger; l'Extrem de Castèllobon, que aplega les comunes de Juncalàs, Geu, Gèr, Luganhan, Sent Criac, Ostèr, Berberust e Liars, Ordins e Còth d'Ossan, Gèrms, Sheust, Gasòst i Ordon; l'Extrem de Salas, que aplega Argilèrs, Aisac e Òst, Agòs e Vidalòs, Ausons, Salas d'Argilèrs, Cèra de Salas i Gès d'Argilèrs; la Vall d'Azun, que ho fa d'Arrens e Marçós, Aucun, Galhagòs, Arcisans Dessús, Arràs, Shirèish, Bun, Estanh, Arbiost i Herrèra; el Davant-Aiga, que té les comunes de Preishac, Bòr e Silhen, Sent Pastors, Airòs e Arboish, Bièr e Bòrdas, Artalens e Soïn, Biucens i Vilalonca; la Plana al·luvial de Sent Savin, amb les comunes de Sent Savin, Laurs e Balanhans, Adast, Pèirahita e Nestalàs, Solon, Us, Cauterets i Arcisans Devath; i la Vall de Varètja, que aplega les de Lus e Sent Sauvaire, Sassís, Sasòs, Grust, Saligòs, 
Shèsa, Biscòs, Esquiesa e Cèra, Estèrra, Vielar, Bèthpuei, Varètja, Serç, Biei i Gavarnia i Gèdra.
Geogràficament, la comarca correspon a la conca de la gave de Pau aigües amunt de Lorda, incloses les valls dels seus afluents, la gave de Gavarnia, la gave de Cauterets i la gave d'Azun. Limita al nord amb el País de Nai i el País de Tarba, al sud amb la frontera espanyola, a l'est amb l'Alt Ador i la Vall d'Aura, i a l'oest amb la Vall d'Aussau.

## Etimologia
El nom del Lavedan es troba documentat sota les formes antigues: in pago Lavetanense (v. 860), Levitanensis vicecomes (v. 980), vicecomites Levitanicæ vallis (v. 1060), Ramundus de Levitania (1095), homines Baredgie et Levitani (v. 1110), A. de Laueda (1114), Aramon Garsie de Lavedan (1283), terram de Lavedaa (1285). És constituït pel sufix llatí -etan, -itanus/-itan, típic especialment dels noms de pobles ibèrics. L'arrel és Lau-/Leu-.
Vol dir "avet" en occità (parlar de Lorda).